# Frederik van Groot-Brittannië, prins van Wales
Frederik Lodewijk, prins van Wales (Hannover, 1 februari 1707 — Londen, 31 maart 1751) was van 1727 tot 1751 de beoogde troonopvolger van het Koninkrijk Groot-Brittannië. Hij was de oudste zoon van koning George II en zijn echtgenote Caroline van Brandenburg-Ansbach en de vader van de latere koning George III, die zijn grootvader opvolgde. Frederik en Lodewijk zijn de in de Nederlandstalige literatuur vernederlandste namen. Zijn echte namen waren Frederick Louis.

## Levensloop

### Jeugd

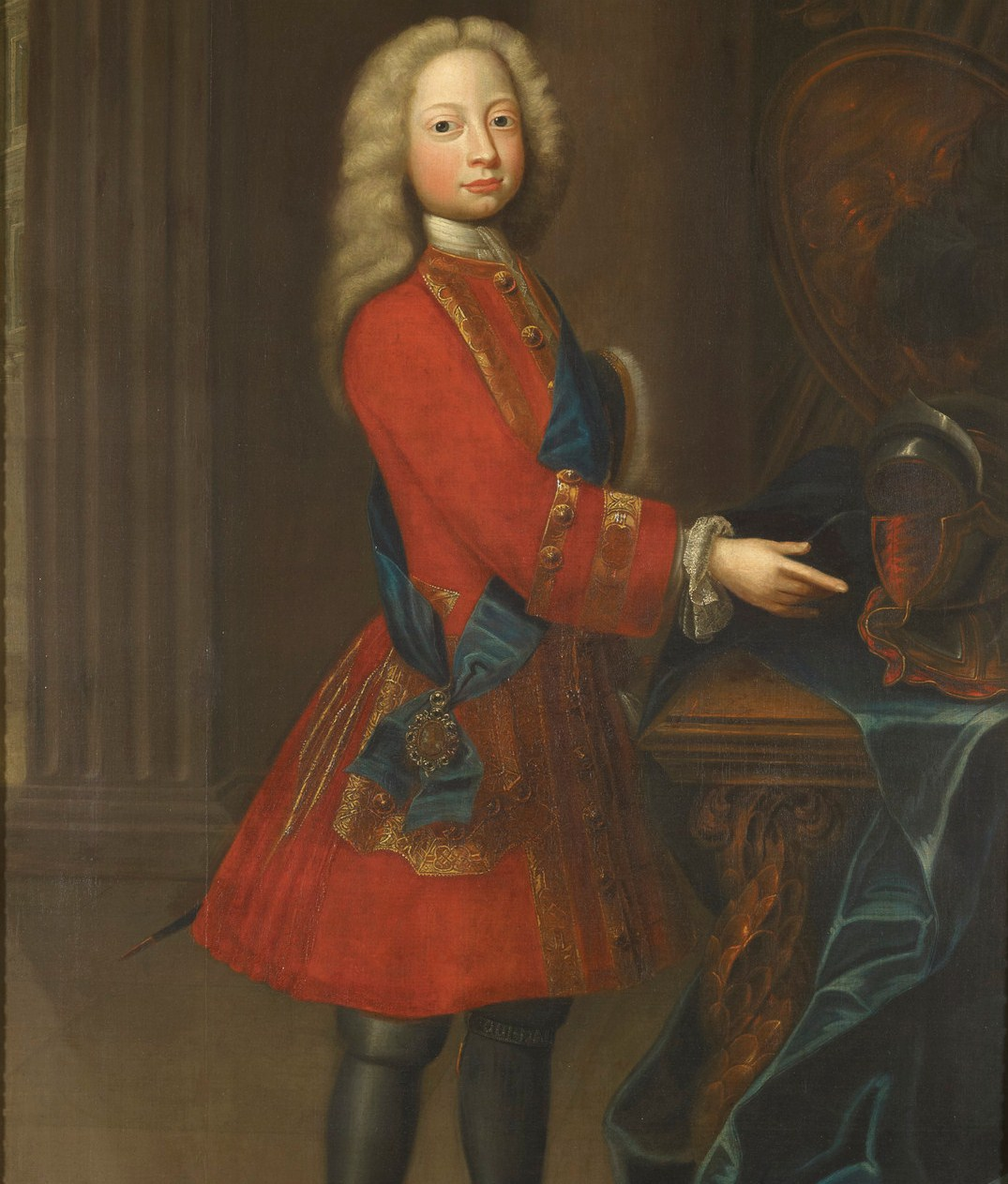
Prins Frederik in 1720.

Frederik Lodewijk werd in februari 1707 geboren als prins van Brunswijk-Lüneburg. In 1714 betrad zijn grootvader, de keurvorst van Hannover, de Britse troon als George I. Dat jaar was Anna, de laatste koningin van het Huis Stuart, overleden zonder nakomelingen. De Act of Settlement bepaalde dat George, het meest-nabije protestantse familielid van Anna, de troon zou erven. Er waren weliswaar familieleden die dichter bij Anna in de lijn van opvolging stonden, maar die waren allemaal katholiek. En omdat katholieken volgens de Act of Settlement waren uitgesloten van de Britse troon, was de keurvorst van Hannover het eerste - zij het verre - familielid van Anna die als protestant deze troon mocht bestijgen. De toen zevenjarige Frederik bleef achter in Hannover, waar hij zijn opleiding moest voortzetten en waar hij deel moest nemen aan staatsceremonieën ter vervanging van zijn afwezige grootvader.

### Prins van Wales
Frederik, bijgenaamd 'Arme Fred', werd door zijn grootvader benoemd tot hertog van Gloucester en ridder in de Orde van de Kousenband. Nadat George I in 1727 overleed, besteeg zijn vader de troon onder de naam George II. Vervolgens werd Frederik naar Engeland gezonden, waar hij zijn ouders voor het eerst sinds veertien jaar terug ontmoette. Op 8 januari 1729 werd hij benoemd tot Prins van Wales.

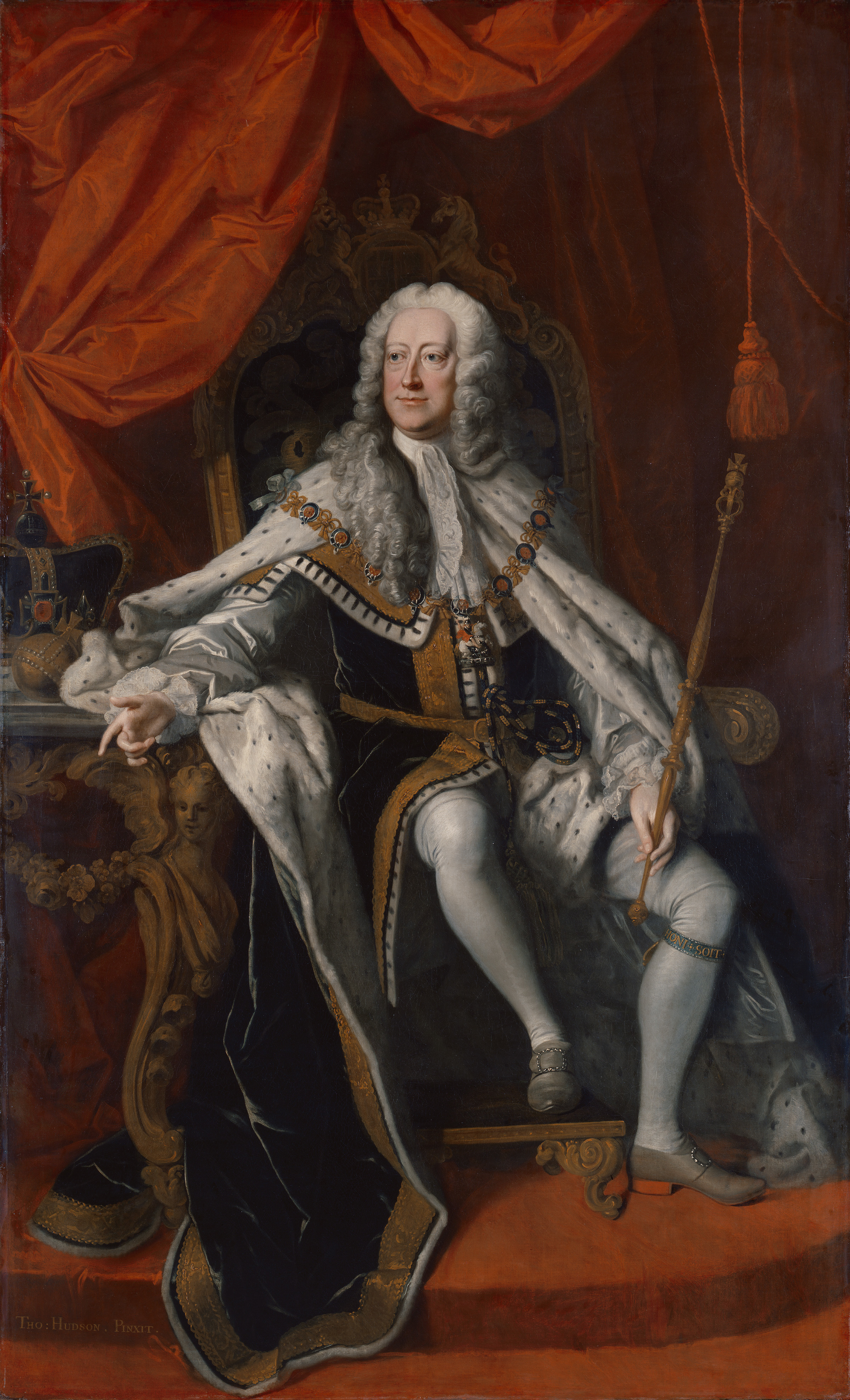
Koning George II. Prins Frederik en zijn vader hadden een zeer slechte band.

George II had een zeer moeilijk, niet aantrekkelijk karakter. Als iemand het niet eens was met zijn mening, had hij de neiging om kwaad te worden en gooide dan soms zijn jas of pruik op de grond. Zowel met zijn vader als met zijn zoon Frederik had hij geen goede band. George II en Frederik hadden afkeer van elkaar. Ook met zijn moeder had Frederik een slechte band. Zij beschreef hem eens met de woorden: "Mijn liefste oudste zoon is de grootste rat, de grootste leugenaar, het grootste gespuis en het grootste beest van de hele wereld en ik wens hartelijk dat hij dat afleert." Ze maakte er ook geen geheim van dat ze een voorkeur had voor haar zoon Willem, die generaal werd en meevocht in de Oostenrijkse Successieoorlog. George II zou zelfs van plan geweest zijn om Frederik uit te sluiten van de Britse troon en hem Hannover te laten besturen, zodat Willem de Britse troon zou erven.
In december 1737 stierf koningin Caroline. Volgens getuigen zou Caroline op haar sterfbed over haar oudste zoon gezegd hebben: "Ik zal ten minste één voordeel hebben als ik mijn ogen definitief sluit, nu zal ik dat monster nooit meer moeten zien." George II liet zijn oudste zoon ook niet toe om zijn moeder te zien.
Frederik begon met zijn vader ruzie te maken over de toelage die hij als kroonprins kreeg en nadat hij geen verhoging kreeg, overtuigde hij zijn politieke vrienden om in het House of Commons een motie geadresseerd aan de koning te dienen om zo een hogere toelage te eisen. In zijn residentie Leicester House verzamelde hij een hofhouding van voornamelijk Tories, die in die periode in de oppositie zaten.
Frederik speelde cello, net zoals vele van zijn familieleden, en had in tegenstelling tot zijn vader een grote kennis van schilderen, kunsten en natuurlijke wetenschappen.

### Huwelijk

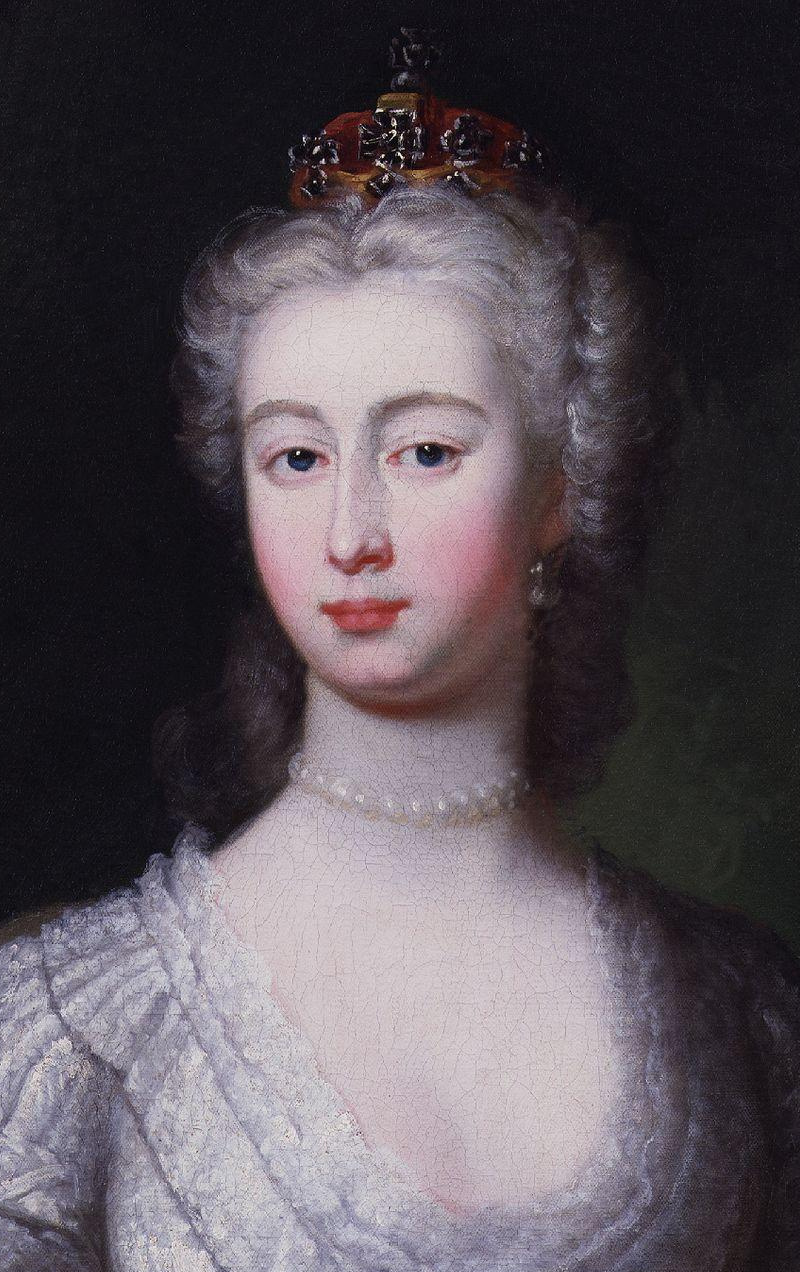
Augusta van Saksen-Gotha, prinses van Wales.

Op 27 april 1736 huwde Frederik met prinses Augusta van Saksen-Gotha. Uit het huwelijk werden negen kinderen geboren:
- Augusta (1737-1813), gehuwd met hertog Karel Willem Ferdinand van Brunswijk-Wolfenbüttel
- George (1738-1820), koning van het Verenigd Koninkrijk, huwde met Sophia Charlotte van Mecklenburg-Strelitz
- Eduard (1739-1767), hertog van York, bleef ongehuwd
- Elizabeth Caroline (1740-1759), bleef ongehuwd
- Willem (1743-1805), hertog van Gloucester en Edinburgh, in 1766 gehuwd met Maria Walpole
- Hendrik Frederik (1745-1790), hertog van Cumberland, in 1771 gehuwd met Anne Luttrell
- Louise Anne (1749-1768), bleef ongehuwd
- Frederik Willem (1750-1765), bleef ongehuwd
- Carolina Mathilde (1751-1775), in 1766 gehuwd met koning Christiaan VII van Denemarken.

### Overlijden
Frederik zou nooit de Britse troon bestijgen, aangezien hij nog voor zijn vader stierf. Op 31 maart 1751 stierf hij in Leicester House aan de gevolgen van een borstabces in de long en werd op 13 april 1751 begraven in Westminster Abbey. Koning George II en de hele koninklijke familie waren afwezig en werden vertegenwoordigd door de hertog van Somerset. De dood van zijn zoon liet George II kennelijk koud. Voortaan was zijn oudste kleinzoon George eerste troonopvolger en Prins van Wales. Deze George had een vriendelijk en goedaardig karakter en had in tegenstelling tot zijn vader Frederik een goede band met koning George II.

## Kwartierstaat (voorouders)
| Ernst August van Brunswijk-Lüneburg (1629-1698) | Ernst August van Brunswijk-Lüneburg (1629-1698) | Ernst August van Brunswijk-Lüneburg (1629-1698) | Ernst August van Brunswijk-Lüneburg (1629-1698) | Ernst August van Brunswijk-Lüneburg (1629-1698) | Ernst August van Brunswijk-Lüneburg (1629-1698) | Sophia van de Palts (1630-1714)           | Sophia van de Palts (1630-1714)           | Sophia van de Palts (1630-1714)           | Sophia van de Palts (1630-1714)           | Sophia van de Palts (1630-1714)            | Sophia van de Palts (1630-1714)            |                                            |                                            | George Willem van Brunswijk-Lüneburg (1624-1705) | George Willem van Brunswijk-Lüneburg (1624-1705) | George Willem van Brunswijk-Lüneburg (1624-1705) | George Willem van Brunswijk-Lüneburg (1624-1705) | George Willem van Brunswijk-Lüneburg (1624-1705) | George Willem van Brunswijk-Lüneburg (1624-1705) | Eleonora van Olbreuze (1639-1722)      | Eleonora van Olbreuze (1639-1722)      | Eleonora van Olbreuze (1639-1722) | Eleonora van Olbreuze (1639-1722) | Eleonora van Olbreuze (1639-1722) | Eleonora van Olbreuze (1639-1722) |                                   |                                   | Albrecht van Brandenburg-Ansbach (1620-1667) | Albrecht van Brandenburg-Ansbach (1620-1667) | Albrecht van Brandenburg-Ansbach (1620-1667) | Albrecht van Brandenburg-Ansbach (1620-1667) | Albrecht van Brandenburg-Ansbach (1620-1667)       | Albrecht van Brandenburg-Ansbach (1620-1667)       | Sophie Margrete van Oettingen-Oettingen (1634-1664) | Sophie Margrete van Oettingen-Oettingen (1634-1664) | Sophie Margrete van Oettingen-Oettingen (1634-1664) | Sophie Margrete van Oettingen-Oettingen (1634-1664) | Sophie Margrete van Oettingen-Oettingen (1634-1664) | Sophie Margrete van Oettingen-Oettingen (1634-1664) |                                              |                                              | Johan George I van Saksen-Eisenach (1634-1686) | Johan George I van Saksen-Eisenach (1634-1686) | Johan George I van Saksen-Eisenach (1634-1686)           | Johan George I van Saksen-Eisenach (1634-1686)           | Johan George I van Saksen-Eisenach (1634-1686)           | Johan George I van Saksen-Eisenach (1634-1686)           | Johannetta van Sayn-Wittgenstein (1632-1701)             | Johannetta van Sayn-Wittgenstein (1632-1701)             | Johannetta van Sayn-Wittgenstein (1632-1701) | Johannetta van Sayn-Wittgenstein (1632-1701) | Johannetta van Sayn-Wittgenstein (1632-1701) | Johannetta van Sayn-Wittgenstein (1632-1701) |  |  |  |  |  |  |  |  |  |  |  |  |  |  |  |  |  |  |  |  |  |  |  |  |  |  |  |  |  |  |  |  |  |  |  |  |  |  |  |  |  |  |  |  |  |  |  |  |
| Ernst August van Brunswijk-Lüneburg (1629-1698) | Ernst August van Brunswijk-Lüneburg (1629-1698) | Ernst August van Brunswijk-Lüneburg (1629-1698) | Ernst August van Brunswijk-Lüneburg (1629-1698) | Ernst August van Brunswijk-Lüneburg (1629-1698) | Ernst August van Brunswijk-Lüneburg (1629-1698) | Sophia van de Palts (1630-1714)           | Sophia van de Palts (1630-1714)           | Sophia van de Palts (1630-1714)           | Sophia van de Palts (1630-1714)           | Sophia van de Palts (1630-1714)            | Sophia van de Palts (1630-1714)            |                                            |                                            | George Willem van Brunswijk-Lüneburg (1624-1705) | George Willem van Brunswijk-Lüneburg (1624-1705) | George Willem van Brunswijk-Lüneburg (1624-1705) | George Willem van Brunswijk-Lüneburg (1624-1705) | George Willem van Brunswijk-Lüneburg (1624-1705) | George Willem van Brunswijk-Lüneburg (1624-1705) | Eleonora van Olbreuze (1639-1722)      | Eleonora van Olbreuze (1639-1722)      | Eleonora van Olbreuze (1639-1722) | Eleonora van Olbreuze (1639-1722) | Eleonora van Olbreuze (1639-1722) | Eleonora van Olbreuze (1639-1722) |                                   |                                   | Albrecht van Brandenburg-Ansbach (1620-1667) | Albrecht van Brandenburg-Ansbach (1620-1667) | Albrecht van Brandenburg-Ansbach (1620-1667) | Albrecht van Brandenburg-Ansbach (1620-1667) | Albrecht van Brandenburg-Ansbach (1620-1667)       | Albrecht van Brandenburg-Ansbach (1620-1667)       | Sophie Margrete van Oettingen-Oettingen (1634-1664) | Sophie Margrete van Oettingen-Oettingen (1634-1664) | Sophie Margrete van Oettingen-Oettingen (1634-1664) | Sophie Margrete van Oettingen-Oettingen (1634-1664) | Sophie Margrete van Oettingen-Oettingen (1634-1664) | Sophie Margrete van Oettingen-Oettingen (1634-1664) |                                              |                                              | Johan George I van Saksen-Eisenach (1634-1686) | Johan George I van Saksen-Eisenach (1634-1686) | Johan George I van Saksen-Eisenach (1634-1686)           | Johan George I van Saksen-Eisenach (1634-1686)           | Johan George I van Saksen-Eisenach (1634-1686)           | Johan George I van Saksen-Eisenach (1634-1686)           | Johannetta van Sayn-Wittgenstein (1632-1701)             | Johannetta van Sayn-Wittgenstein (1632-1701)             | Johannetta van Sayn-Wittgenstein (1632-1701) | Johannetta van Sayn-Wittgenstein (1632-1701) | Johannetta van Sayn-Wittgenstein (1632-1701) | Johannetta van Sayn-Wittgenstein (1632-1701) |  |  |  |  |  |  |  |  |  |  |  |  |  |  |  |  |  |  |  |  |  |  |  |  |  |  |  |  |  |  |  |  |  |  |  |  |  |  |  |  |  |  |  |  |  |  |  |  |
|                                                 |                                                 |                                                 |                                                 |                                                 |                                                 |                                           |                                           |                                           |                                           |                                            |                                            |                                            |                                            |                                                  |                                                  |                                                  |                                                  |                                                  |                                                  |                                        |                                        |                                   |                                   |                                   |                                   |                                   |                                   |                                              |                                              |                                              |                                              |                                                    |                                                    |                                                     |                                                     |                                                     |                                                     |                                                     |                                                     |                                              |                                              |                                                |                                                |                                                          |                                                          |                                                          |                                                          |                                                          |                                                          |                                              |                                              |                                              |                                              |  |  |  |  |  |  |  |  |  |  |  |  |  |  |  |  |  |  |  |  |  |  |  |  |  |  |  |  |  |  |  |  |  |  |  |  |  |  |  |  |  |  |  |  |  |  |  |  |
|                                                 |                                                 |                                                 |                                                 | George I van Groot-Brittannië (1660-1727)       | George I van Groot-Brittannië (1660-1727)       | George I van Groot-Brittannië (1660-1727) | George I van Groot-Brittannië (1660-1727) | George I van Groot-Brittannië (1660-1727) | George I van Groot-Brittannië (1660-1727) |                                            |                                            |                                            |                                            |                                                  |                                                  | Sophia Dorothea van Celle (1666–1727)            | Sophia Dorothea van Celle (1666–1727)            | Sophia Dorothea van Celle (1666–1727)            | Sophia Dorothea van Celle (1666–1727)            | Sophia Dorothea van Celle (1666–1727)  | Sophia Dorothea van Celle (1666–1727)  |                                   |                                   |                                   |                                   |                                   |                                   |                                              |                                              |                                              |                                              | Johan Frederik van Brandenburg-Ansbach (1654-1686) | Johan Frederik van Brandenburg-Ansbach (1654-1686) | Johan Frederik van Brandenburg-Ansbach (1654-1686)  | Johan Frederik van Brandenburg-Ansbach (1654-1686)  | Johan Frederik van Brandenburg-Ansbach (1654-1686)  | Johan Frederik van Brandenburg-Ansbach (1654-1686)  |                                                     |                                                     |                                              |                                              |                                                |                                                | Eleonora Erdmuthe Louisa van Saksen-Eisenach (1662-1696) | Eleonora Erdmuthe Louisa van Saksen-Eisenach (1662-1696) | Eleonora Erdmuthe Louisa van Saksen-Eisenach (1662-1696) | Eleonora Erdmuthe Louisa van Saksen-Eisenach (1662-1696) | Eleonora Erdmuthe Louisa van Saksen-Eisenach (1662-1696) | Eleonora Erdmuthe Louisa van Saksen-Eisenach (1662-1696) |                                              |                                              |                                              |                                              |  |  |  |  |  |  |  |  |  |  |  |  |  |  |  |  |  |  |  |  |  |  |  |  |  |  |  |  |  |  |  |  |  |  |  |  |  |  |  |  |  |  |  |  |  |  |  |  |
|                                                 |                                                 |                                                 |                                                 | George I van Groot-Brittannië (1660-1727)       | George I van Groot-Brittannië (1660-1727)       | George I van Groot-Brittannië (1660-1727) | George I van Groot-Brittannië (1660-1727) | George I van Groot-Brittannië (1660-1727) | George I van Groot-Brittannië (1660-1727) |                                            |                                            |                                            |                                            |                                                  |                                                  | Sophia Dorothea van Celle (1666–1727)            | Sophia Dorothea van Celle (1666–1727)            | Sophia Dorothea van Celle (1666–1727)            | Sophia Dorothea van Celle (1666–1727)            | Sophia Dorothea van Celle (1666–1727)  | Sophia Dorothea van Celle (1666–1727)  |                                   |                                   |                                   |                                   |                                   |                                   |                                              |                                              |                                              |                                              | Johan Frederik van Brandenburg-Ansbach (1654-1686) | Johan Frederik van Brandenburg-Ansbach (1654-1686) | Johan Frederik van Brandenburg-Ansbach (1654-1686)  | Johan Frederik van Brandenburg-Ansbach (1654-1686)  | Johan Frederik van Brandenburg-Ansbach (1654-1686)  | Johan Frederik van Brandenburg-Ansbach (1654-1686)  |                                                     |                                                     |                                              |                                              |                                                |                                                | Eleonora Erdmuthe Louisa van Saksen-Eisenach (1662-1696) | Eleonora Erdmuthe Louisa van Saksen-Eisenach (1662-1696) | Eleonora Erdmuthe Louisa van Saksen-Eisenach (1662-1696) | Eleonora Erdmuthe Louisa van Saksen-Eisenach (1662-1696) | Eleonora Erdmuthe Louisa van Saksen-Eisenach (1662-1696) | Eleonora Erdmuthe Louisa van Saksen-Eisenach (1662-1696) |                                              |                                              |                                              |                                              |  |  |  |  |  |  |  |  |  |  |  |  |  |  |  |  |  |  |  |  |  |  |  |  |  |  |  |  |  |  |  |  |  |  |  |  |  |  |  |  |  |  |  |  |  |  |  |  |
|                                                 |                                                 |                                                 |                                                 |                                                 |                                                 |                                           |                                           |                                           |                                           | George II van Groot-Brittannië (1683-1760) | George II van Groot-Brittannië (1683-1760) | George II van Groot-Brittannië (1683-1760) | George II van Groot-Brittannië (1683-1760) | George II van Groot-Brittannië (1683-1760)       | George II van Groot-Brittannië (1683-1760)       |                                                  |                                                  |                                                  |                                                  |                                        |                                        |                                   |                                   |                                   |                                   |                                   |                                   |                                              |                                              |                                              |                                              |                                                    |                                                    |                                                     |                                                     |                                                     |                                                     | Caroline van Brandenburg-Ansbach (1683-1737)        | Caroline van Brandenburg-Ansbach (1683-1737)        | Caroline van Brandenburg-Ansbach (1683-1737) | Caroline van Brandenburg-Ansbach (1683-1737) | Caroline van Brandenburg-Ansbach (1683-1737)   | Caroline van Brandenburg-Ansbach (1683-1737)   |                                                          |                                                          |                                                          |                                                          |                                                          |                                                          |                                              |                                              |                                              |                                              |  |  |  |  |  |  |  |  |  |  |  |  |  |  |  |  |  |  |  |  |  |  |  |  |  |  |  |  |  |  |  |  |  |  |  |  |  |  |  |  |  |  |  |  |  |  |  |  |
|                                                 |                                                 |                                                 |                                                 |                                                 |                                                 |                                           |                                           |                                           |                                           | George II van Groot-Brittannië (1683-1760) | George II van Groot-Brittannië (1683-1760) | George II van Groot-Brittannië (1683-1760) | George II van Groot-Brittannië (1683-1760) | George II van Groot-Brittannië (1683-1760)       | George II van Groot-Brittannië (1683-1760)       |                                                  |                                                  |                                                  |                                                  |                                        |                                        |                                   |                                   |                                   |                                   |                                   |                                   |                                              |                                              |                                              |                                              |                                                    |                                                    |                                                     |                                                     |                                                     |                                                     | Caroline van Brandenburg-Ansbach (1683-1737)        | Caroline van Brandenburg-Ansbach (1683-1737)        | Caroline van Brandenburg-Ansbach (1683-1737) | Caroline van Brandenburg-Ansbach (1683-1737) | Caroline van Brandenburg-Ansbach (1683-1737)   | Caroline van Brandenburg-Ansbach (1683-1737)   |                                                          |                                                          |                                                          |                                                          |                                                          |                                                          |                                              |                                              |                                              |                                              |  |  |  |  |  |  |  |  |  |  |  |  |  |  |  |  |  |  |  |  |  |  |  |  |  |  |  |  |  |  |  |  |  |  |  |  |  |  |  |  |  |  |  |  |  |  |  |  |
|                                                 |                                                 |                                                 |                                                 |                                                 |                                                 |                                           |                                           |                                           |                                           |                                            |                                            |                                            |                                            |                                                  |                                                  |                                                  |                                                  |                                                  |                                                  |                                        |                                        |                                   |                                   |                                   |                                   |                                   |                                   |                                              |                                              |                                              |                                              |                                                    |                                                    |                                                     |                                                     |                                                     |                                                     |                                                     |                                                     |                                              |                                              |                                                |                                                |                                                          |                                                          |                                                          |                                                          |                                                          |                                                          |                                              |                                              |                                              |                                              |  |  |  |  |  |  |  |  |  |  |  |  |  |  |  |  |  |  |  |  |  |  |  |  |  |  |  |  |  |  |  |  |  |  |  |  |  |  |  |  |  |  |  |  |  |  |  |  |
|                                                 |                                                 |                                                 |                                                 |                                                 |                                                 |                                           |                                           |                                           |                                           |                                            |                                            |                                            |                                            |                                                  |                                                  |                                                  |                                                  |                                                  |                                                  |                                        |                                        |                                   |                                   |                                   |                                   |                                   |                                   |                                              |                                              |                                              |                                              |                                                    |                                                    |                                                     |                                                     |                                                     |                                                     |                                                     |                                                     |                                              |                                              |                                                |                                                |                                                          |                                                          |                                                          |                                                          |                                                          |                                                          |                                              |                                              |                                              |                                              |  |  |  |  |  |  |  |  |  |  |  |  |  |  |  |  |  |  |  |  |  |  |  |  |  |  |  |  |  |  |  |  |  |  |  |  |  |  |  |  |  |  |  |  |  |  |  |  |
| Frederik van Groot-Brittannië (1707-1751)       | Frederik van Groot-Brittannië (1707-1751)       | Frederik van Groot-Brittannië (1707-1751)       | Frederik van Groot-Brittannië (1707-1751)       | Frederik van Groot-Brittannië (1707-1751)       | Frederik van Groot-Brittannië (1707-1751)       |                                           |                                           | Anna van Hannover (1709-1759)             | Anna van Hannover (1709-1759)             | Anna van Hannover (1709-1759)              | Anna van Hannover (1709-1759)              | Anna van Hannover (1709-1759)              | Anna van Hannover (1709-1759)              |                                                  |                                                  | Amelia Sophia van Hannover (1711-1786)           | Amelia Sophia van Hannover (1711-1786)           | Amelia Sophia van Hannover (1711-1786)           | Amelia Sophia van Hannover (1711-1786)           | Amelia Sophia van Hannover (1711-1786) | Amelia Sophia van Hannover (1711-1786) |                                   |                                   | Carolina van Hannover (1713-1757) | Carolina van Hannover (1713-1757) | Carolina van Hannover (1713-1757) | Carolina van Hannover (1713-1757) | Carolina van Hannover (1713-1757)            | Carolina van Hannover (1713-1757)            |                                              |                                              | Willem van Cumberland (1721-1765)                  | Willem van Cumberland (1721-1765)                  | Willem van Cumberland (1721-1765)                   | Willem van Cumberland (1721-1765)                   | Willem van Cumberland (1721-1765)                   | Willem van Cumberland (1721-1765)                   |                                                     |                                                     | Maria van Hannover (1723-1772)               | Maria van Hannover (1723-1772)               | Maria van Hannover (1723-1772)                 | Maria van Hannover (1723-1772)                 | Maria van Hannover (1723-1772)                           | Maria van Hannover (1723-1772)                           |                                                          |                                                          | Louise van Hannover (1724-1751)                          | Louise van Hannover (1724-1751)                          | Louise van Hannover (1724-1751)              | Louise van Hannover (1724-1751)              | Louise van Hannover (1724-1751)              | Louise van Hannover (1724-1751)              |  |  |  |  |  |  |  |  |  |  |  |  |  |  |  |  |  |  |  |  |  |  |  |  |  |  |  |  |  |  |  |  |  |  |  |  |  |  |  |  |  |  |  |  |  |  |  |  |